# 迈克尔·菲尔普斯
迈克尔·弗雷德·菲尔普斯二世（英語：Michael Fred Phelps II，1985年6月30日—）是美國男子游泳运动员。他擁有28枚奧運獎牌，为史上獲得最多奧運獎牌的運動員。同時也擁有史上最多奧運金牌、最多奧運個人項目金牌（23面）、最多奧運個人項目獎牌的紀錄。
費爾普斯在2004年雅典奧運上拿下游泳项目上的六枚金牌，成为雅典奥运金牌数最多的選手。2008年北京奧運，以八面金牌的成績打破了马克·斯皮茨在1972年慕尼黑奧運所創出的七金紀錄，成為在同一屆奧運獲得最多金牌的運動員。2012年伦敦奥运会再添4金2銀，2016年里約奧運再奪5金1銀，連續四屆奧運都是得獎最多的選手，共累積23金3银2铜。費爾普斯是長池游泳100公尺蝶式、200公尺蝶式、400公尺混合式世界紀錄保持人。他在奧運、世界游泳錦標賽、泛太平洋游泳錦標賽三個世界主要比賽中，總共贏得83面的獎牌，計66金13銀3銅。
菲爾普斯在15岁时在2000年雪梨奧運成为68年来美国最年轻的参加奥运会的男子游泳运动员。虽然他没有赢得金牌，但他已经开始在游泳界成名。悉尼奥运会的五个月之后，菲尔普斯在他15岁零9个月时打破了200公尺蝶泳的世界纪录，成为打破游泳世界纪录的最年轻的运动员。隔年，16歲時在2001年世界游泳錦標賽又刷新了他自己保持200公尺蝶式的世界纪录（1分54秒58）。
在2003年，菲比斯打破了他自己创下的400米个人混合的世界紀錄（4分9秒09）。在同年六月，他打破了200米个人混合泳的世界纪录（1分56秒04）。接下来在 2004年8月，菲尔普斯在雅典奧運上再一次打破了他自己创下的400米个人混合泳的世界纪录（4分8秒41）。2008年8月10日，菲尔普斯在北京奧運上再一次打破了他自己创下的400米个人混合泳的世界纪录（4分3秒84）。此外，在男子200米蝶泳決賽破世界紀錄成績奪金（1分52秒03）。
2003年菲比斯荣获有“美国体育界奥斯卡”之称的詹姆士·E·沙利文獎。

## 早年
費爾普斯出生在馬里蘭州巴爾的摩市，在陶森附近的Rodgers Forge區長大，在家中排行老么，有兩個姐姐，母親是中學校長，父親是退休警察。父親高中和大學是美式足球校隊，曾在華盛頓紅人隊打過職業美式足球。費爾普斯九歲時父母離異，費爾普斯和姐姐都跟著母親。費爾普斯在兩個姐姐的影響下開始游泳；并且他在十歲時打破美國100公尺蝶式分齡游泳的紀錄。至2016年為止，費爾普斯仍然是12項美國分齡游泳的紀錄保持人。

## 生涯

### 2004年夏季奥林匹克运动会
菲尔普斯卓越的比赛成绩，使媒体常常将他与在1972年夏季奥林匹克运动会上一人夺得七块游泳比赛金牌并33次刷新游泳比赛世界纪录的美国著名游泳运动员马克·斯皮茨进行比较，菲尔普斯在2004年雅典奥运会上有八个项目可以有机会打破马克·斯皮茨一届奥运会七块金牌的记录：200米自由泳、100米蝶泳、200米蝶泳、100米仰泳、200米仰泳、200米个人混合泳、400米个人混合泳、4x100米自由泳接力和4x100米混合泳接力。然而菲尔普斯在4x100米自由泳接力比赛和在个人项目200米自由泳比赛中只得到了两块铜牌，他没有能打破七金记录。虽然挑战失败了，但他也达到了只有前苏联体操运动员阿列克桑德·季佳京在莫斯科举办的1980年夏季奥林匹克运动会所达到的单届奥运会获得奖牌数的成绩。
| 迈克尔·菲尔普斯在2004年夏季奥林匹克运动会的比赛成绩 | 迈克尔·菲尔普斯在2004年夏季奥林匹克运动会的比赛成绩 | 迈克尔·菲尔普斯在2004年夏季奥林匹克运动会的比赛成绩 | 迈克尔·菲尔普斯在2004年夏季奥林匹克运动会的比赛成绩 |
| 最终获得的奖牌数: 8枚（6金，2铜）                   | 最终获得的奖牌数: 8枚（6金，2铜）                   | 最终获得的奖牌数: 8枚（6金，2铜）                   | 最终获得的奖牌数: 8枚（6金，2铜）                   |
| --------------------------------------------------- | --------------------------------------------------- | --------------------------------------------------- | --------------------------------------------------- |
| 日期                                                | 項目                                                | 时间                                                | 名次                                                |
| 8月14日                                             | 400米个人混合泳                                     | 4:08.26 WR                                          | 第一名                                              |
| 8月15日                                             | 4 x 100米自由泳接力                                 | 3:14.62                                             | 第三名                                              |
| 8月16日                                             | 200米自由泳                                         | 1:45.32 AR                                          | 第三名                                              |
| 8月17日                                             | 200米蝶泳                                           | 1:54.04 OR                                          | 第一名                                              |
| 8月17日                                             | 4 x 200米自由泳接力                                 | 7:07.33                                             | 第一名                                              |
| 8月19日                                             | 200米混合泳                                         | 1:57.14 OR                                          | 第一名                                              |
| 8月20日                                             | 100米蝶泳                                           | 0:51.25 OR                                          | 第一名                                              |
| 8月21日                                             | 4 x 100米混合泳接力                                 | 3:31.54* WR                                         | 第一名                                              |
| WR: 世界纪录; OR: 奥运会记录; AR: 美国记录          |                                                     |                                                     |                                                     |
| * 菲尔普斯在预选赛而不是决赛中打破记录。            |                                                     |                                                     |                                                     |

2004年8月14日，菲尔普斯400米个人混合泳项目中赢得了他的第一块奥运金牌并刷新了该项目的世界纪录（4分08秒26）。
在同年8月20日的100米蝶泳比赛中，菲尔普斯以0.04秒的微弱优势战胜美国队友伊恩·克罗克（Ian Crocker，现世界纪录保持者），并刷新了奥运会纪录。

### 2008年夏季奥林匹克运动会
菲尔普斯在2008年北京奥运会上参加8个项目的比赛，分别是：
| 日期    | 项目              | 成绩    | 名次   | 纪录     |
| ------- | ----------------- | ------- | ------ | -------- |
| 8月10日 | 400米混合泳       | 4:03.84 | 第一名 | 世界纪录 |
| 8月11日 | 4×100米自由泳接力 | 3:08.24 | 第一名 | 世界纪录 |
| 8月12日 | 200米自由泳       | 1:42.96 | 第一名 | 世界纪录 |
| 8月13日 | 4×200米自由泳接力 | 6:58.56 | 第一名 | 世界纪录 |
| 8月13日 | 200米蝶泳         | 1:52.03 | 第一名 | 世界纪录 |
| 8月15日 | 200米混合泳       | 1:54.23 | 第一名 | 世界纪录 |
| 8月16日 | 100米蝶泳         | 50.58   | 第一名 | 奧運纪录 |
| 8月17日 | 4×100米混合接力泳 | 3:29.34 | 第一名 | 世界纪录 |

菲尔普斯在2008年8月9日的400米个人混合泳预赛中以4:07.82的成绩打破了奥运会记录，并于次日（2008年8月10日）的决赛中以4:03.84的成绩打破了该项目的世界纪录。

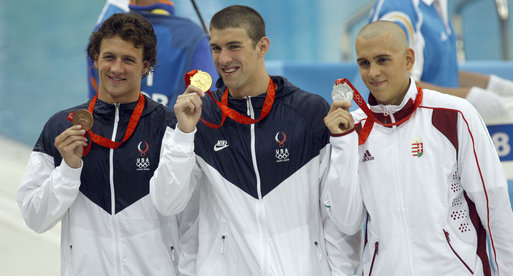
2008年北京奥运会400米混合泳比赛结果，菲尔普斯（中）得到金牌，其余两人为瑞安·洛赫特（左）和拉斯洛·切赫（右）

美國隊（包括菲尔普斯在内）在2008年8月10日的4×100米自由泳接力预赛中以3:12.23的成绩打破了该项目的世界纪录。美國隊（包括菲尔普斯在内）在2008年8月11日的4×100米自由泳接力決赛中以3:08.24的成绩打破世界纪录。菲尔普斯在2008年8月12日的200米自由泳決賽中以1:42.96打破自己保持的世界记录。美国队（包括菲尔普斯在内）在2008年8月13日的4x200公尺自由泳接力决赛中以6:58.56的成绩打破了该项目的世界纪录。
菲尔普斯在2008年8月16日的100米蝶泳决赛中以第七名完成首50米，最后以50秒58险胜第二名，塞尔维亚泳手米洛拉德·卡域0.01秒，破奥运会记录，並平馬克·施皮茨的世界记录。美国队在2008年8月17日的男子4X100公尺混合泳决赛中以3分29秒34得到冠军，同时令菲尔普斯获獲得个人第八面金牌，成为同一届奥运会获得金牌最多的运动员。

### 2012年夏季奥林匹克运动会
菲尔普斯在2012年倫敦奥运会上参加7个项目的比赛，分别是：
| 日期    | 项目              | 成绩    | 名次   | 纪录 |
| ------- | ----------------- | ------- | ------ | ---- |
| 7月28日 | 400米混合泳       | 4:09.28 | 第四名 |      |
| 7月29日 | 4×100米自由泳接力 | 3:10.38 | 第二名 |      |
| 7月31日 | 4×200米自由泳接力 | 6:59.70 | 第一名 |      |
| 7月31日 | 200米蝶泳         | 1:53.01 | 第二名 |      |
| 8月2日  | 200米混合泳       | 1:54.27 | 第一名 |      |
| 8月3日  | 100米蝶泳         | 0:51.21 | 第一名 |      |
| 8月4日  | 4×100米混合接力泳 | 3:29.35 | 第一名 |      |

菲尔普斯在该届奥运会结束后宣布退役。在2年之后的2014年宣布复出。

### 2016年夏季奥林匹克运动会
菲尔普斯在2016年里约奥运会上参加6个项目的比赛，分别是：
| 日期    | 项目              | 成绩    | 名次   | 纪录 | 註                             |
| ------- | ----------------- | ------- | ------ | ---- | ------------------------------ |
| 7月7日  | 4×100米自由泳接力 | 3:09.92 | 第一名 |      |                                |
| 7月9日  | 200米蝶泳         | 1:53.36 | 第一名 |      |                                |
| 7月9日  | 4×200米自由泳接力 | 7:00.66 | 第一名 |      |                                |
| 7月11日 | 200米混合泳       | 1:54.66 | 第一名 |      |                                |
| 7月12日 | 100米蝶泳         | 51.14   | 第二名 |      | 與查德·勒克洛、切赫·拉斯洛並列 |
| 7月13日 | 4×100米混合接力泳 | 3:27.95 | 第一名 | OR   |                                |

菲尔普斯在该届奥运会结束后的2016年8月12日宣布再次退役。

## 个人生活
菲尔普斯生長在马里兰州巴爾的摩的Rodgers Forge社區。小時候，他被诊断出患有「注意力不足过动症（ADHD）」。
他的父親麥可·佛瑞德·費爾普斯（Michael Fred Phelps）是馬里蘭州州警，而他的母親黛博拉·蘇·“戴比”·費爾普斯（Deborah Sue "Debbie" Phelps，閨姓大衛森［Davisson］）則是一位中學校長。他們兩人在1994年離婚。
2003年春，菲尔普斯在位于美国马里兰州的陶森中学（Towson High School）毕业並進入密西根大學。
2015年2月21日，菲尔普斯宣布与加州小姐妮可·约翰逊订婚，二人在2009年相识并开始交往，在2012年时曾短暂分手。他与妮可的儿子布默·罗伯特·費爾普斯（Boomer Robert Phelps）于2016年5月5日出生。
2016年8月，參與奧運會期間，身上因為拔罐產生的深色圓形圖案受到媒體關注，使得拔罐這一項中醫傳統療法受到西方世界矚目。

## 争议

### 吸食大麻事件
2009年1月31日，英国著名小报《世界新闻报》独家披露了菲尔普斯吸食大麻的惊人消息并附带照片为证。照片上，这位美国“英雄”正用一个玻璃管罩在嘴上吸烟，这种水烟枪通常被用来吸食大麻。该报称，这张照片摄于2008年11月6日，当时菲尔普斯在美国南卡罗来纳大学参加一个聚会。
2009年2月1日，据路透社消息，北京奥运八金得主菲尔普斯正式回应先前被英国媒体曝光的吸毒一事并发表道歉声明。对此，菲尔普斯表示：
|  | 尽管23岁的我在游泳池取得了成功，但我却做了一件让大家都感到遗憾的事，这显示了我很差的判断力。这也与年轻人身份不符，辜负了人们对我的期望。为此，我感到抱歉。我保证不会再次发生。 |

美国奥委会（USOC）对此也做出了回应，声明如下：
|  | 我们对菲尔普斯近来的表现感到失望。 菲尔普斯一直都是美国公民的榜样，甚至可以说他起到了表率作用。他应该知道自己肩上担负的责任。他应该利用自己的个人魅力来感染帮助其他人，尤其是那些年轻人。但是他却未能履行自己应尽的责任和义务。 迈克尔已经认识到了自己犯了一个很大的错误，并为自己的行为而向喜欢他的人道歉。 但我们相信菲尔普斯以后一定会痛改前非，改正自己曾经的不良行为和错误。他将一如既往的是美国公民的榜样，我们完全可以期待这个伟大的奥运冠军继续创造辉煌。 |

2009年2月5日，美国泳协在其网站上宣布，对菲尔普斯进行3个月的禁赛，处罚时间从2月5日开始，在这禁赛的三个月裡，菲尔普斯还将被泳协切断资金支持。

### 酒駕事件
2014年9月30日因為酒駕和超速被逮捕，同年12月19日被判處1年有期徒刑，緩刑18個月。 

## 主要荣誉

### 国际比赛
| 年份   | 比赛                 | 地点               | 竞赛项目  | 泳姿       | 名次   |
| ------ | -------------------- | ------------------ | --------- | ---------- | ------ |
| 2001年 | 世界游泳锦标赛（LC） | 日本福冈           | 200米     | 蝶泳       | 第一名 |
| 2002年 | 泛太平洋公开赛       | 日本横滨           | 200米     | 蝶泳       | 第二名 |
| 2002年 | 泛太平洋公开赛       | 日本横滨           | 200米     | 个人混合泳 | 第三名 |
| 2002年 | 泛太平洋公开赛       | 日本横滨           | 400米     | 个人混合泳 | 第一名 |
| 2002年 | 泛太平洋公开赛       | 日本横滨           | 800米     | 自由泳     | 第二名 |
| 2002年 | 泛太平洋公开赛       | 日本横滨           | 4 x 400米 | 混合泳接力 | 第一名 |
| 2003年 | 世界游泳锦标赛（LC） | 西班牙巴塞罗那     | 100米     | 蝶泳       | 第二名 |
| 2003年 | 世界游泳锦标赛（LC） | 西班牙巴塞罗那     | 200米     | 蝶泳       | 第一名 |
| 2003年 | 世界游泳锦标赛（LC） | 西班牙巴塞罗那     | 200米     | 个人混合泳 | 第一名 |
| 2003年 | 世界游泳锦标赛（LC） | 西班牙巴塞罗那     | 400米     | 个人混合泳 | 第一名 |
| 2003年 | 世界游泳锦标赛（LC） | 西班牙巴塞罗那     | 4 x 200米 | 自由泳接力 | 第二名 |
| 2003年 | 世界游泳锦标赛（LC） | 西班牙巴塞罗那     | 4 x 100米 | 混合泳接力 | 第一名 |
| 2004年 | 夏季奥林匹克运动会   | 希腊雅典           | 200米     | 自由泳     | 第三名 |
| 2004年 | 夏季奥林匹克运动会   | 希腊雅典           | 100米     | 蝶泳       | 第一名 |
| 2004年 | 夏季奥林匹克运动会   | 希腊雅典           | 200米     | 蝶泳       | 第一名 |
| 2004年 | 夏季奥林匹克运动会   | 希腊雅典           | 200米     | 个人混合泳 | 第一名 |
| 2004年 | 夏季奥林匹克运动会   | 希腊雅典           | 400米     | 个人混合泳 | 第一名 |
| 2004年 | 夏季奥林匹克运动会   | 希腊雅典           | 4 x 100米 | 混合泳接力 | 第一名 |
| 2004年 | 夏季奥林匹克运动会   | 希腊雅典           | 4 x 100米 | 自由泳接力 | 第三名 |
| 2004年 | 夏季奥林匹克运动会   | 希腊雅典           | 4 x 200米 | 自由泳接力 | 第一名 |
| 2004年 | 世界游泳锦标赛（SC） | 美国印第安納波利斯 | 200米     | 自由泳     | 第一名 |
| 2005年 | 世界游泳锦标赛（LC） | 加拿大蒙特利尔     | 200米     | 自由泳     | 第一名 |
| 2005年 | 世界游泳锦标赛（LC） | 加拿大蒙特利尔     | 100米     | 蝶泳       | 第二名 |
| 2005年 | 世界游泳锦标赛（LC） | 加拿大蒙特利尔     | 200米     | 个人混合泳 | 第一名 |
| 2005年 | 世界游泳锦标赛（LC） | 加拿大蒙特利尔     | 4 x 100米 | 混合泳接力 | 第一名 |
| 2005年 | 世界游泳锦标赛（LC） | 加拿大蒙特利尔     | 4 x 100米 | 自由泳接力 | 第一名 |
| 2005年 | 世界游泳锦标赛（LC） | 加拿大蒙特利尔     | 4 x 200米 | 自由泳接力 | 第一名 |
| 2006年 | 泛太平洋公开赛       | 加拿大维多利亚     | 200米     | 仰泳       | 第二名 |
| 2006年 | 泛太平洋公开赛       | 加拿大维多利亚     | 200米     | 蝶泳       | 第一名 |
| 2006年 | 泛太平洋公开赛       | 加拿大维多利亚     | 200米     | 个人混合泳 | 第一名 |
| 2006年 | 泛太平洋公开赛       | 加拿大维多利亚     | 400米     | 个人混合泳 | 第一名 |
| 2006年 | 泛太平洋公开赛       | 加拿大维多利亚     | 4 x 100米 | 自由泳接力 | 第一名 |
| 2006年 | 泛太平洋公开赛       | 加拿大维多利亚     | 4 x 200米 | 自由泳接力 | 第一名 |
| 2007年 | 世界游泳锦标赛（LC） | 澳大利亚墨尔本     | 4 x 100米 | 自由泳接力 | 第一名 |
| 2007年 | 世界游泳锦标赛（LC） | 澳大利亚墨尔本     | 4 x 200米 | 自由泳接力 | 第一名 |
| 2007年 | 世界游泳锦标赛（LC） | 澳大利亚墨尔本     | 200米     | 自由泳     | 第一名 |
| 2007年 | 世界游泳锦标赛（LC） | 澳大利亚墨尔本     | 200米     | 蝶泳       | 第一名 |
| 2007年 | 世界游泳锦标赛（LC） | 澳大利亚墨尔本     | 200米     | 个人混合泳 | 第一名 |
| 2007年 | 世界游泳锦标赛（LC） | 澳大利亚墨尔本     | 100米     | 蝶泳       | 第一名 |
| 2007年 | 世界游泳锦标赛（LC） | 澳大利亚墨尔本     | 400米     | 个人混合泳 | 第一名 |
| 2008年 | 夏季奥林匹克运动会   | 中国北京           | 400米     | 个人混合泳 | 第一名 |
| 2008年 | 夏季奥林匹克运动会   | 中国北京           | 4 x 100米 | 自由泳接力 | 第一名 |
| 2008年 | 夏季奥林匹克运动会   | 中国北京           | 200米     | 自由泳     | 第一名 |
| 2008年 | 夏季奥林匹克运动会   | 中国北京           | 200米     | 蝶泳       | 第一名 |
| 2008年 | 夏季奥林匹克运动会   | 中国北京           | 4 x 200米 | 自由泳接力 | 第一名 |
| 2008年 | 夏季奥林匹克运动会   | 中国北京           | 200米     | 混合泳     | 第一名 |
| 2008年 | 夏季奥林匹克运动会   | 中国北京           | 100米     | 蝶泳       | 第一名 |
| 2008年 | 夏季奥林匹克运动会   | 中国北京           | 4 x 100米 | 混合泳接力 | 第一名 |
| 2009年 | 世界游泳锦标赛（LC） | 意大利羅馬         | 200米     | 自由泳     | 第二名 |
| 2009年 | 世界游泳锦标赛（LC） | 意大利羅馬         | 100米     | 蝶泳       | 第一名 |
| 2009年 | 世界游泳锦标赛（LC） | 意大利羅馬         | 200米     | 蝶泳       | 第一名 |
| 2009年 | 世界游泳锦标赛（LC） | 意大利羅馬         | 4 x 200米 | 自由泳接力 | 第一名 |
| 2009年 | 世界游泳锦标赛（LC） | 意大利羅馬         | 4 x 100米 | 自由泳接力 | 第一名 |
| 2009年 | 世界游泳锦标赛（LC） | 意大利羅馬         | 4 x 100米 | 混合泳接力 | 第一名 |
| 2012年 | 夏季奥林匹克运动会   | 英國倫敦           | 4 × 100米 | 自由泳接力 | 第二名 |
| 2012年 | 夏季奥林匹克运动会   | 英國倫敦           | 4 × 200米 | 自由泳接力 | 第一名 |
| 2012年 | 夏季奥林匹克运动会   | 英國倫敦           | 200米     | 蝶泳       | 第二名 |
| 2012年 | 夏季奥林匹克运动会   | 英國倫敦           | 200米     | 混合泳     | 第一名 |
| 2012年 | 夏季奥林匹克运动会   | 英國倫敦           | 100米     | 蝶泳       | 第一名 |
| 2012年 | 夏季奥林匹克运动会   | 英國倫敦           | 4 × 100米 | 混合泳接力 | 第一名 |
| 2014年 | 泛太平洋公开赛       | 澳洲悉尼           | 100米     | 蝶泳       | 第一名 |
| 2014年 | 泛太平洋公开赛       | 澳洲悉尼           | 4 × 100米 | 混合泳接力 | 第一名 |
| 2014年 | 泛太平洋公开赛       | 澳洲悉尼           | 4 × 200米 | 自由泳接力 | 第一名 |
| 2016年 | 夏季奥林匹克运动会   | 巴西里约           | 4 × 100米 | 自由泳接力 | 第一名 |
| 2016年 | 夏季奥林匹克运动会   | 巴西里约           | 200米     | 蝶泳       | 第一名 |
| 2016年 | 夏季奥林匹克运动会   | 巴西里约           | 4 x 200米 | 自由泳接力 | 第一名 |
| 2016年 | 夏季奥林匹克运动会   | 巴西里约           | 200米     | 混合泳     | 第一名 |
| 2016年 | 夏季奥林匹克运动会   | 巴西里约           | 100米     | 蝶泳       | 第二名 |
| 2016年 | 夏季奥林匹克运动会   | 巴西里约           | 4 x 100米 | 混合泳接力 | 第一名 |

LC:长程 - 50米泳池; SC: 短程 - 25米泳池.

## 打破记录
| 记录     | 距离    | 泳姿             | 时间    | 地点         | 日期           |
| -------- | ------- | ---------------- | ------- | ------------ | -------------- |
| 世界纪录 | 100米   | 蝶泳             | 49.82   | 意大利羅馬   | 2009年8月1日   |
| 世界纪录 | 200米   | 蝶泳             | 1:51.51 | 意大利羅馬   | 2009年7月29日  |
| 世界纪录 | 400米   | 个人混合泳       | 4:03.84 | 中國北京     | 2008年8月10日  |
| 世界纪录 | 4x100米 | 自由泳接力       | 3:08.24 | 中國北京     | 2008年8月11日  |
| 世界纪录 | 4x200米 | 自由泳接力       | 6:58.55 | 意大利羅馬   | 2009年7月31日  |
| 世界纪录 | 4x100米 | 混合泳接力       | 3:27.28 | 意大利羅馬   | 2009年8月2日   |
| 世界纪录 | 4x100米 | 自由泳接力(短程) | 3:03.30 | 英国曼彻斯特 | 2009年12月19日 |

## 身體特徵
費爾普斯能創下如此輝煌的戰績，必須歸功於他異於常人的身體。他手長腿短，兩臂水平伸展達到201公分比身高長8公分，能較早碰觸到終點；但腿長僅有81公分；足部寬大，就像一對蹼，能快速打水。這讓他整體看來像一隻細長的魚。此外，菲爾普斯食量驚人，他一天要攝取12000卡路里的食物，这比美国食品药品监督管理局规定成年男人的健康摄入标准要高了9500卡路里。

## 外部連結
- 迈克尔·菲尔普斯在国际奥林匹克委员会的资料
- 菲尔普斯官方网站 （页面存档备份，存于）
- Michael Phelps – National Team swimmer profile at USASwimming.org
- 美国《时代》杂志关于菲尔普斯的介绍页面
- 迈克尔·菲尔普斯的Facebook專頁
- 迈克尔·菲尔普斯的X（前Twitter）